# سیارک ۲۲۸۳۵
سیارک ۲۲۸۳۵ (به انگلیسی: 22835 Rickgardner، نامگذاری:1999RT88) بیست و دو هزار و هشتصد و سی و پنجمین سیارک کشف شده‌است که در ۷ سپتامبر ۱۹۹۹ کشف شد.
قدر مطلق سیارک برابر ۱۶.۲ است.